# 게오르게 터터레스쿠

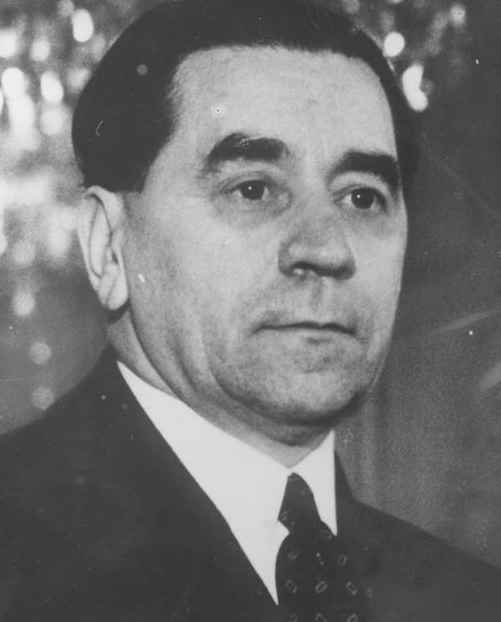
터터레스쿠 (1939년 11월 1일)

게오르게 터터레스쿠(루마니아어: Gheorghe Tătărescu, 별칭: 루마니아어: Guță Tătărescu 구터 터터레스쿠[*], 1886년 11월 2일 ~ 1957년 3월 28일)는 루마니아 왕국의 정치인으로서 1934년~1937년 그리고 1939년~1940년까지 2번 루마니아의 총리직을 역임했다. 이외에 3차례 외교장관, 1차례 전쟁장관으로 재임했다.
국민자유당(PNL)의 젊은 자유주의파를 대표하던 그는 이온 G. 두카 정부에서 정치 경력을 시작하였으며 반공주의 성향을 띄었다. 재임 동안 카롤 2세와 관계를 가까이 한 그는 당시 파시즘 정당 철위대에 대해 양면적 입장을 취하면서 결과적으로 전체주의적인 국민부흥전선을 수립하게 되었다. 그러나 1940년 소련의 베사라비아·북부코비나 점령을 인정한 이후 사임하게 되었다. 제2차 세계대전 이후로는 이온 안토네스쿠의 독재정권에 반대하는 운동을 전개하며 루마니아 공산당과도 동맹을 모색하였으나 루마니아 공산화 이후 투옥되었고, 1955년 석방되고 얼마 지나지 않아 부쿠레슈티에서 사망하였다.